# Hibiscus squamosus
Hibiscus squamosus är en malvaväxtart som beskrevs av Bénédict Pierre Georges Hochreutiner. Hibiscus squamosus ingår i Hibiskussläktet som ingår i familjen malvaväxter. Inga underarter finns listade i Catalogue of Life.